# Brasão de Auriflama
O brasão de Auriflama é o símbolo do município de Auriflama, São Paulo. Foi criado mediante lei municipal de número 455, de 4 de julho de 1973.